# George Burley
George Elder Burley (Cumnock, 3 giugno 1956) è un allenatore di calcio ed ex calciatore scozzese, di ruolo terzino.
Il 24 gennaio 2008 diventa allenatore della nazionale scozzese. Nel girone di qualificazione ai mondiali 2010 la Scozia non va oltre il terzo posto dietro a Olanda e Norvegia, e viene eliminata. Due mesi dopo la sconfitta decisiva con l'Olanda (1-0 a Glasgow) e due giorni dopo il 3-0 incassato dal Galles in amichevole, il 16 novembre 2009 la federazione scozzese ha annunciato il licenziamento di Burley dal suo incarico di CT.

## Palmarès

### Giocatore

#### Competizioni nazionali
- Coppa d'Inghilterra: 1

Ipswich Town: 1977-1978
- Third Division: 1

Sunderland: 1987-1988
- Coppa di Scozia: 1

Motherwell: 1990-1991

#### Competizioni internazionali
- Coppa UEFA: 1

Ipswich Town: 1980-81